# بلانکنبرگ (تورینگن)
بلانکنبرگ (به آلمانی: Blankenberg) یک شهر در آلمان است که در تورینگن واقع شده‌است. بلانکنبرگ ۱٬۱۱۸ نفر جمعیت دارد.